# Selbach (Brazilië)
Selbach is een gemeente in de Braziliaanse deelstaat Rio Grande do Sul. De gemeente telt 4.912 inwoners (schatting 2009).